# Elizabeth Fraser
Elizabeth Davidson Fraser (Grangemouth, Escocia, 29 de agosto de 1963), también conocida como Liz Fraser, es una cantante, compositora y música británica, vocalista de la banda pionera de dream pop Cocteau Twins.  También actuó como parte del grupo 4AD This Mortal Coil, incluyendo el exitoso single de 1983 "Song to the Siren", y como invitada con artistas como Massive Attack, the Bathers, Peter Gabriel, the Future Sound of London e Ian McCulloch. 
Su estilo distintivo ha recibido muchos elogios críticos en sus cuatro décadas de carrera; una vez fue descrita como "la voz de Dios". El crítico Jason Ankeny la consideró como "una intérprete absolutamente única cuyas voz operática y abatida se basaba más que en un lenguaje reconocible, en sonidos subjetivos y texturas de emociones verbalizadas".

## Biografía

### Primeros años
Fraser nació y creció en Grangemouth, a la que describió como "una ciudad industrial oscura y asfixiante". Su madre trabajaba en una fábrica. Era la menor de seis hijos. Durante su adolescencia, desarrolló trastornos alimenticios y se volvió bulímica. En 1996, Fraser reveló que fue abusada sexualmente por un cuñado y posiblemente por su padre, y que a los 16 se vio obligada a abandonar la casa familiar por tener un aspecto punk. La música era importante y representaba un escape; en esa época Fraser tenía tatuados en sus brazos retratos de sus héroes como Siouxsie And The Banshees. Conoció a su pareja Robin Guthrie a los 17; "Lo que nos unió fue que yo no tenía ideas ni opiniones propias, y él tenía muchas - suficiente para los dos. Nos sentimos atraídos por las razones equivocadas"

### Cocteau Twins (1981-1997)
Fraser se convirtió en vocalista y letrista en Cocteau Twins en 1981, (grupo fundado en 1979 por Guthrie y Will Heggie): la vieron bailar en un club una noche, y le pidieron que se uniera a su banda. En ese momento, tenía 17 años, y nunca se había pensado como cantante. Después de una fase de partidas falsas, la banda grabó algunos temas que fueron enviados como demos a John Peel e Ivo Watts-Russell de 4AD, lo que llevó a que fueran fichados por el sello londinense y una exitosa carrera en la música.
Fraser y Guthrie formaron una relación y en 1989 tuvieron una hija, Lucy Belle. Guthrie consumió alcohol y drogas de forma extensa a lo largo de los años que estuvieron juntos, y Fraser tuvo un ataque de nervios durante la grabación de Four-Calendar Café. La pareja se separó en 1993, pero optó por continuar una relación musical debido sobre todo a obligaciones contractuales hasta 1998, cuando finalmente se disolvieron los Cocteau Twins.
Fraser tuvo una intensa relación personal con el cantante Jeff Buckley y grabó un dueto con él, "All Flowers in Time Bend Towards the Sun", escrito por él pero nunca lanzado comercialmente. Habla sobre su relación en el documental de la BBC,  Jeff Buckley: Everybody Here Wants You.
Cocteau Twins debía presentarse para el Coachella Festival el 30 de abril de 2005, pero cancelaron la actuación el 16 de marzo de 2005. Fraser habría cancelado debido a la angustia emocional que le causó la supuesta reunión y presión para actuar. Su excompañero de banda de Cocteau Twins, Simon Raymonde, ha hablado públicamente sobre la decisión diciendo que, aunque la respetaba, lamentaba no haberse ido con "1,5 millones de libras (2,5 millones de dólares) libres de impuestos".

### Colaboraciones y apariciones de invitada
Mientras trabajaba como parte de Cocteau Twins, Fraser también colaboró con numerosos artistas. Apareció en el primer lanzamiento de la banda de 4AD This Mortal Coil (en compañía de sus compañeros de Cocteau Twins), donde su contribuciones incluyeron una versión de "Song to the Siren" de Tim Buckley. Ha cantado para proyectos puntuales como los de Felt (Primitive Painters), Dif Juz (Extractions LP), The Wolfgang Press e Ian McCulloch (Candleland y Mysterio).
Desde la ruptura de los Cocteau Twins en 1997, Fraser ha colaborado esporádicamente con una gama de artistas, entre ellos The Future Sound of London (Lifeforms EP), Elliot Goldenthal, Craig Armstrong (The Space Between Us) y Peter Gabriel (el proyecto del milenio OVO). Además de su trabajo en Cocteau Twins, es probablemente más conocida por sus colaboraciones con Massive Attack, habiendo grabado tres canciones para el álbum Mezzanine de la banda en 1998 (incluyendo el éxito internacional "Teardrop", en el que reemplazó a la elección original de Madonna), y posteriormente realizó una gira con la banda en 2006, de nuevo en 2018-2019 y en 2024 como vocalista invitada; Fraser canta una versión de "Song to the Siren" acompañada básicamente por el guitarrista de la banda. También ha contribuido a las bandas sonoras de varias películas, entre ellas In Dreams, Cruel Intentions, The Winter Guest, The Lord of Rings: La Comunidad del Anillo y el Señor de los Anillos: Las Dos Torres, y de vez en cuando apareció como artista invitado en los proyectos de otros músicos. En 2005, apareció en el álbum de Yann Tiersen, Les Retrouvailles, cantando en dos piezas: "Kala" y "Mary".
Billy Howerdel previó a Fraser como su primera opción para el cantante principal de A Perfect Circle, pero no estaba disponible para el proyecto. Fraser también rechazó una solicitud de colaboración de Linkin Park.
En octubre de 2018, la voz de Fraser fue presentada junto con Beth Gibbons y varias otras voces femeninas como parte de una obra de audio, Clarion Call, en Ipswich.
En noviembre de 2018, Massive Attack anunció las fechas de la gira para marcar 20 años de su álbum Mezzanine y confirmó que Fraser se uniría a ellos en la gira. Los críticos tuvieron opiniones encontradas sobre Massive Attack, pero elogiaron a Fraser. El Financial Times se refirió a "la belleza cristalina de su voz" y a a versión "dolorosa, una cascada de tristeza" del tema de Pete Seeger "Where Have All the Flowers Gone?".Mientras que The Daily Telegraph se refirió a "la calidez etérea de su voz reverberante contrapuesta con el resto del concierto"; El crítico del Irish Times comentó que "Elizabeth Fraser brilla en medio de la paranoia y la alienación nocturna".
Fraser apareció como artista invitada en el sencillo del cantante de folk Sam Lee "The Moon Shines Bright" , publicado en diciembre de 2019, y posteriormente en el álbum de Sam Lee Old Wow, lanzado en enero de 2020. Canta un fragmento de la letra de una canción tradicional escocesa "Wild Mountain Thyme".
En agosto de 2020, el líder de Sigur Rós Jónsi compartió "Cannibal", con la voz invitada de Fraser, tomado de su álbum solista, Shiver.

### Carrera en solitario
La carrera en solitario de Fraser ha sido intermitente, con apariciones invitadas con otros artistas, y raros lanzamientos en solitario y apariciones en vivo. En el año 2000, se publicó una grabación de white label, "Underwater", en una edición limitada de 200 ejemplares. Contribuyó con una versión de "At Last I Am Free" (originalmente de la banda de los 70 Chic, versionada por Robert Wyatt) en el álbum de 2003 Stop Me If You Think You've Heard This Before, una celebración de 25 años de Rough Trade Records. En 2004, fue invitada a participar en una exhibición de audio, Shhh..., en el Victoria and Albert Museum de Londres, para el que produjo una obra llamada "Expectant Mood", que no se ha puesto a disposición en el mercado.
Se reportó que Fraser habría firmado en Blanco y Negro Records. En diciembre de 2006, NME informó que su álbum en solitario estaba previsto para su lanzamiento a principios de 2007. El álbum habría contenido ocho temas, uno de los cuales sería un cover. No se anunciaron títulos y el álbum no se lanzó en 2007 como se sugirió. En junio de 2012, extractos del álbum aún no publicado se reprodujeron en BBC Radio 4.
En noviembre de 2009, Fraser lanzó un sencillo solo, "Moses", disponible en 12" y se descargó a través de Rough Trade. El sencillo fue grabado con Damon Reece y Jake Drake-Brockman, y fue un homenaje a este último.
En agosto de 2012, Fraser actuó en el Royal Festival Hall durante dos noches como parte del Festival Meltdown en el Southbank Center de Londres, curatoriado por Anohni. Antes de los conciertos, confirmó que había reunido material de un álbum y que los mostraría en el evento, además de realizar reinterpretaciones de algunas canciones de Cocteau Twins. También se refirió al esfuerzo físico que implica cantar contra la pared sonora en muchas de las canciones de Cocteau Twins, de las cuales dijo que era "una prueba de resistencia". No pretendo hacer eso de nuevo.